# Idiocera heteroclada
Idiocera heteroclada là một loài ruồi trong họ Limoniidae. Chúng phân bố ở miền Tân bắc.